# 점무늬오리

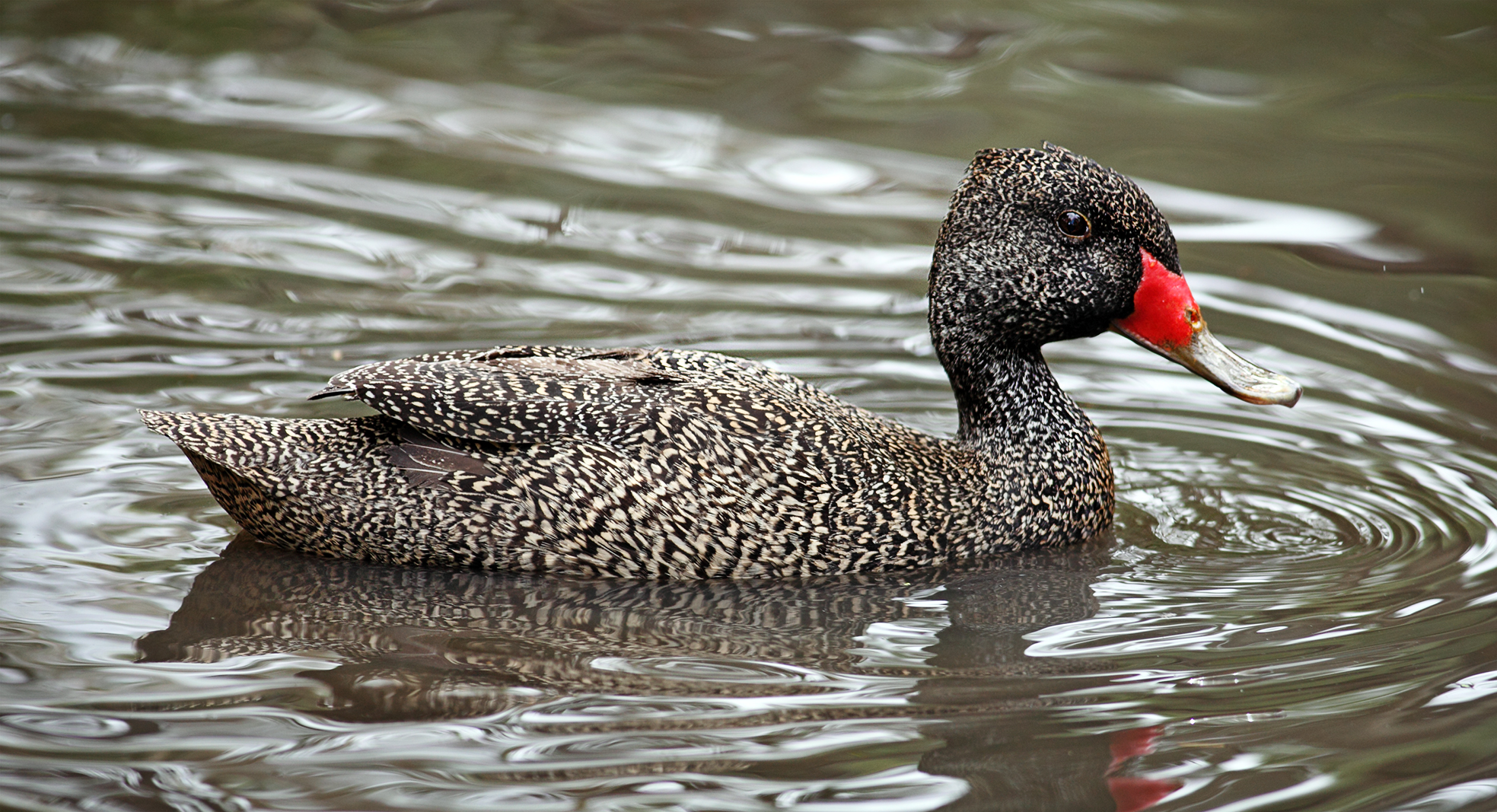
수컷

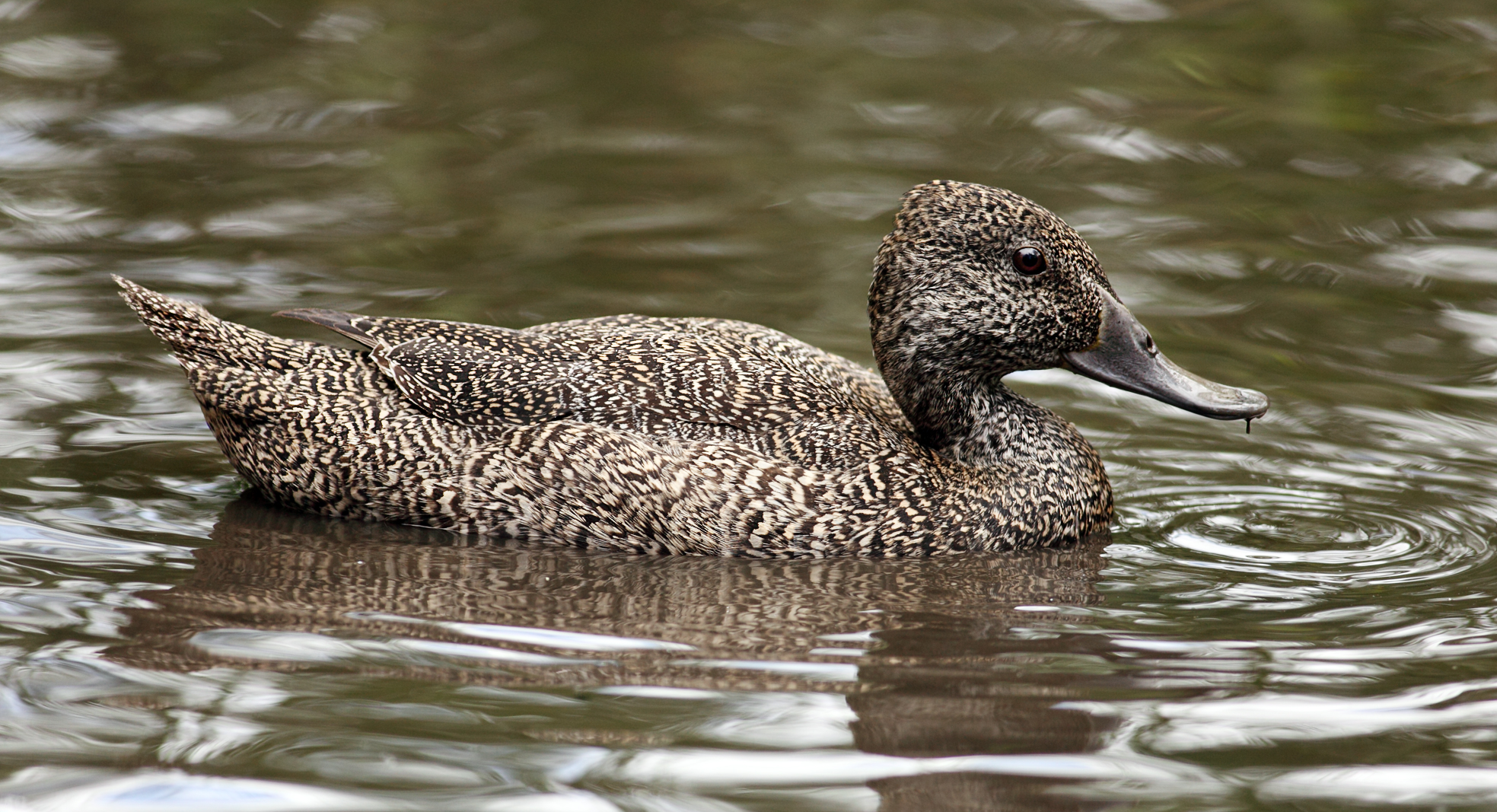
암컷

점무늬오리(Freckled duck, Stictonetta naevosa)는 오스트레일리아에 서식하는 물새종이다. 이 점무늬오리는 원숭이오리(monkey duck), 오트밀오리(oatmeal duck)로 불리기도 한다. 이 새들은 보통 오스트레일리아 본토에서 볼 수 있다.
수컷은 평균 몸무게가 700~1200 그램에 이른다. 암컷은 조금 더 가벼운 600~1200 그램에 이른다. 몸 길이는 두 성별 모두 50~60 센티미터이다.